# オイゲニウス・ザク
オイゲニウス・ザク（Eugeniusz Żak、フランスでは ウジェーヌ・ザク:Eugène Zakとして知られる、1884年12月15日 - 1926年1月15日）はポーランドの画家である。パリで前衛的な画家のなかで活動した。

## 略歴
当時ロシア帝国が統治していた現在のベラルーシ、ミンスク州のMogilnoで生まれた。1892年に父親が亡くなり母親とワルシャワに移った。ワルシャワで学び、絵を描くようになり、1902年にパリにでて、エコール・デ・ボザールに入学し、ジャン＝レオン・ジェロームに学び、私立の美術学校、アカデミー・コラロッシのアルベール・ベナールにも学んだ。
1903年にイタリアのフィレンツェ、ローマを旅し、ミュンヘンに滞在し、当時東欧からの画家が多く学んだ、アントン・アズベの美術学校で学んだ。
1904年にパリに戻り、サロン・ドートンヌに出展を始め、2年後にはこの展覧会の絵画部門の審査員の一人に選ばれた。1906年から1907年はブルターニュで活動し、ポン＝ラベなどを訪れた。
パリで活動するポーランド出身の芸術家グループ、「パリのポーランド芸術家協会」(Towarzystwo Artystów Polskich w Paryżu)に参加し、ロマン・クラムシュティク(Roman Kramsztyk)、 ヴァツワフ・ボロウスキ(Wacław Borowski)、 レオポルド・ゴットリープ(Léopold Gottlieb)、 イェジィ・メルケル(Jerzy Merkel)、エリー・ナーデルマン(Elie Nadelman)、メラ・ムター(Mela Muter)、ティトゥス・チジェフスキ(Tytus Czyżewski)、ジグムント・メンケス(Sigmund Menkès)といった芸術家たちと友人になった。.
1911年にフランス政府に作品を買い上げられ、 ウージェーヌ・ドリュエの画廊に作品を展示し、前衛的な評論家に注目された。ノルマンディ現代美術協会(Société Normande de Peinture Moderne)のメンバーになった。1912年にアンリ・ル・フォーコニエが校長になった私立の美術学校、Académie de La Paletteに招かれて、美術学校の講師になった。1913年にはアメリカで開かれたアーモリーショーにも出展した。その年ポーランド女性と結婚した。
第一次世界大戦が始まると、1916年までは南フランスで暮らした後、ポーランドに帰国し妻の故郷のチェンストホヴァに移った。1917年にクラクフで表現主義の画家、版画家のティトゥス・チジェフスキ(Tytus Czyżewski)を中心とする美術家グループ「Formistes」のメンバーになった。1921年にワルシャワで美術家グループ「Rythme」の設立メンバーの一人となった。1922年にドイツを訪れ、建築家、フリッツ・アウグスト・ブロイハウス邸の装飾の仕事の依頼も受けた。
1923年にパリに戻り、ジグムント・メンケスやマルク・シャガールらと活動した。1925年に心臓発作でパリで死亡した。
1928年に妻のヤドヴィガ・ザクが、現代美術の作家の作品を展示するギャラリーを開き、ワシリー・カンディンスキーらが個展を開いた。ヤドヴィガ・ザクと息子は1944年にアウシュビッツ強制収容所で殺されるが、ギャラリーは1946年に再開され、1960年まで存続した。

## 作品

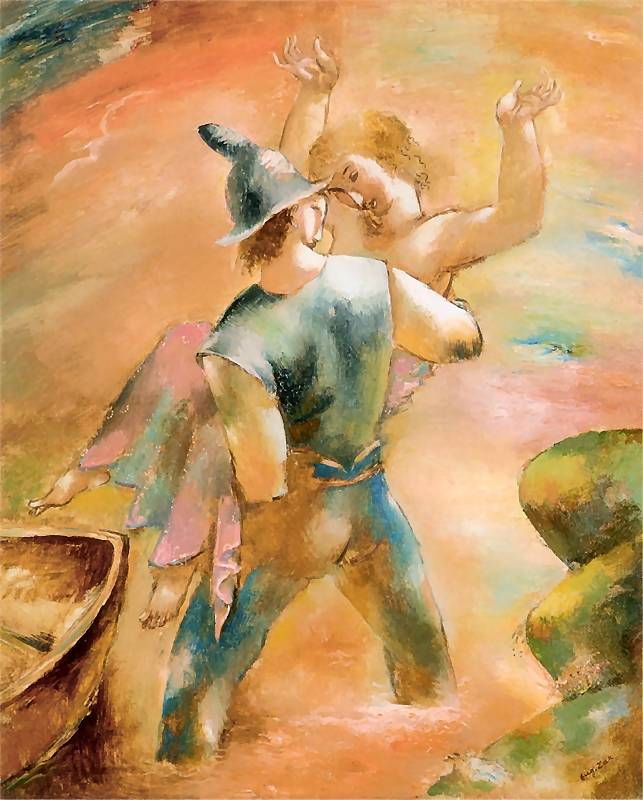
「渡河」
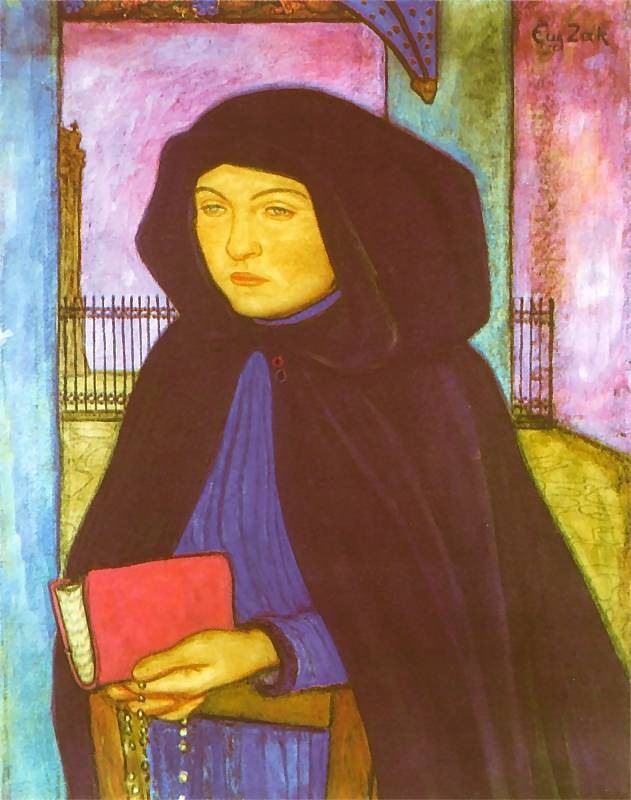
教会で
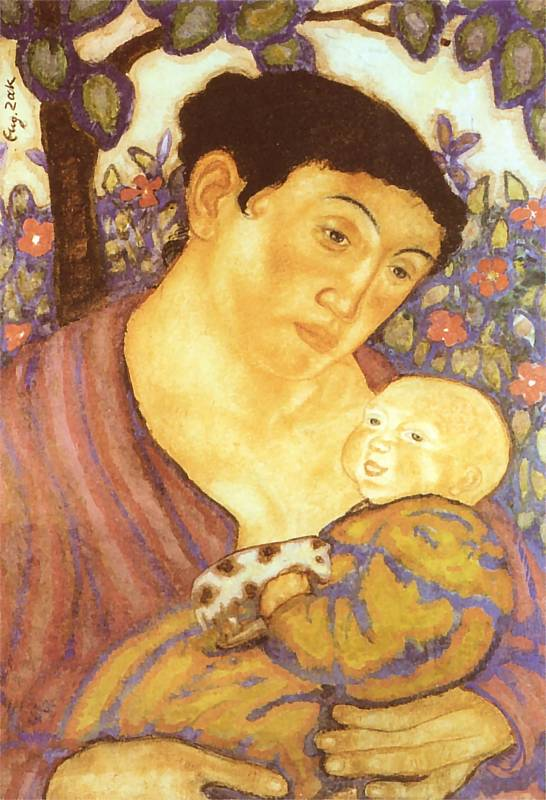
母親
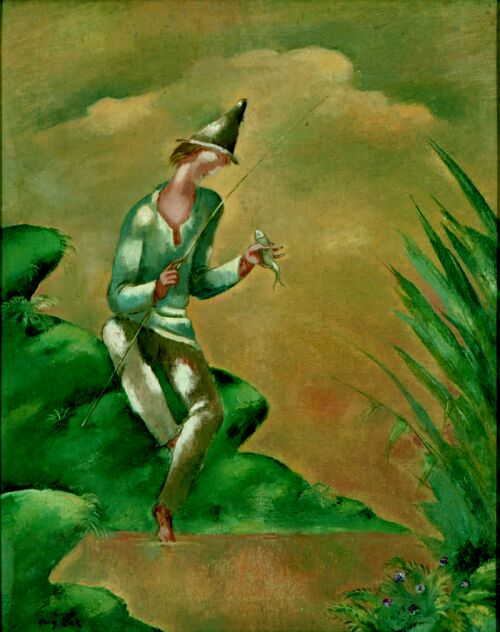
漁師

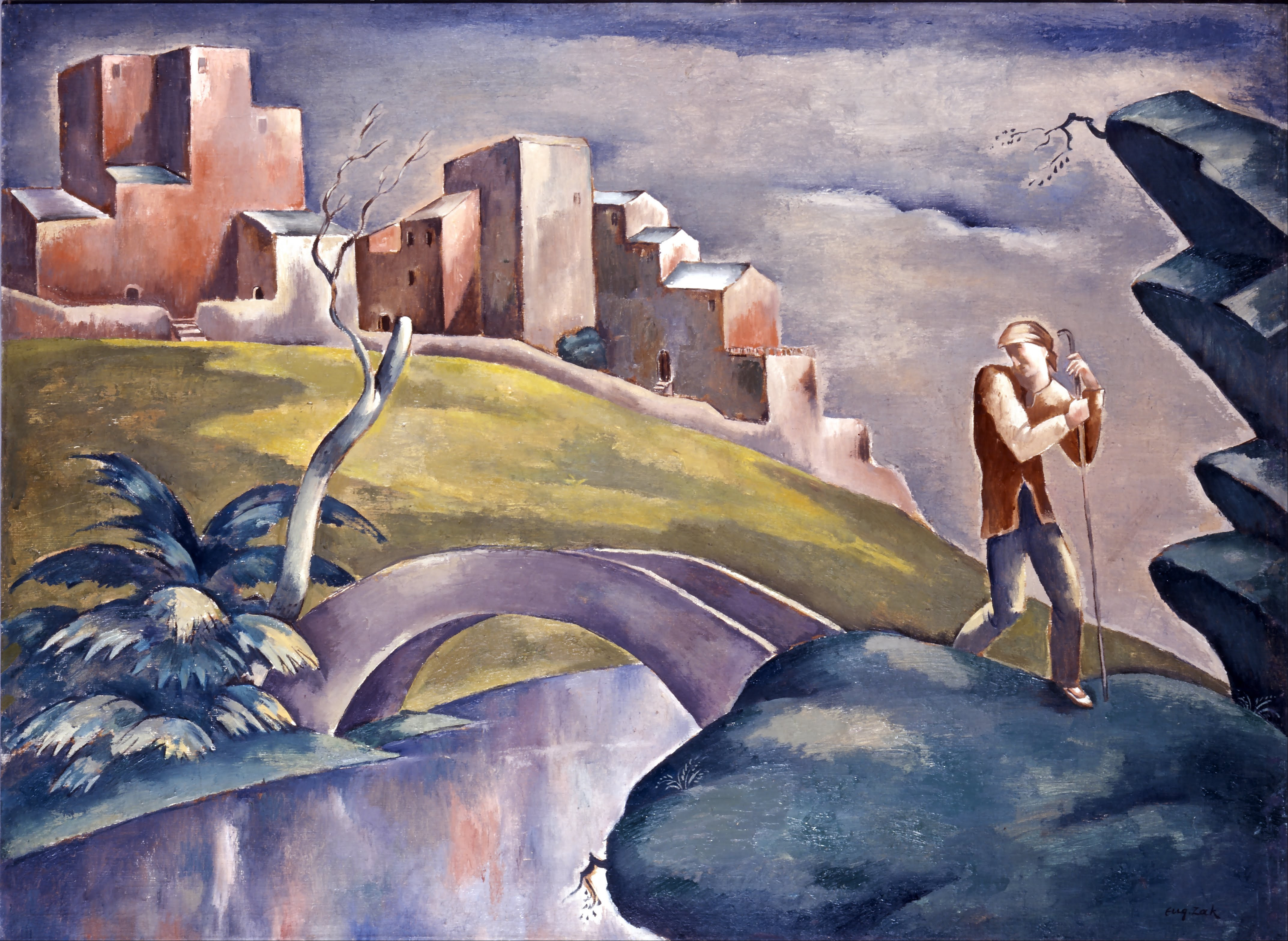
人物のいる風景 (1912)
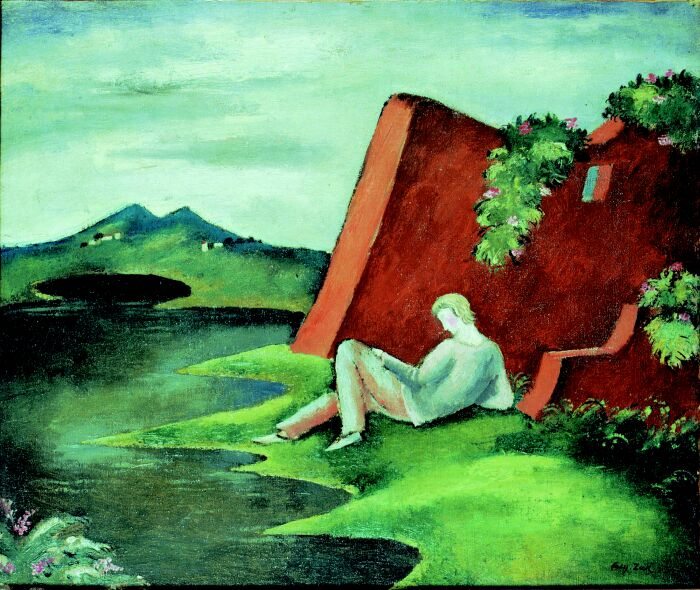
のどかな風景
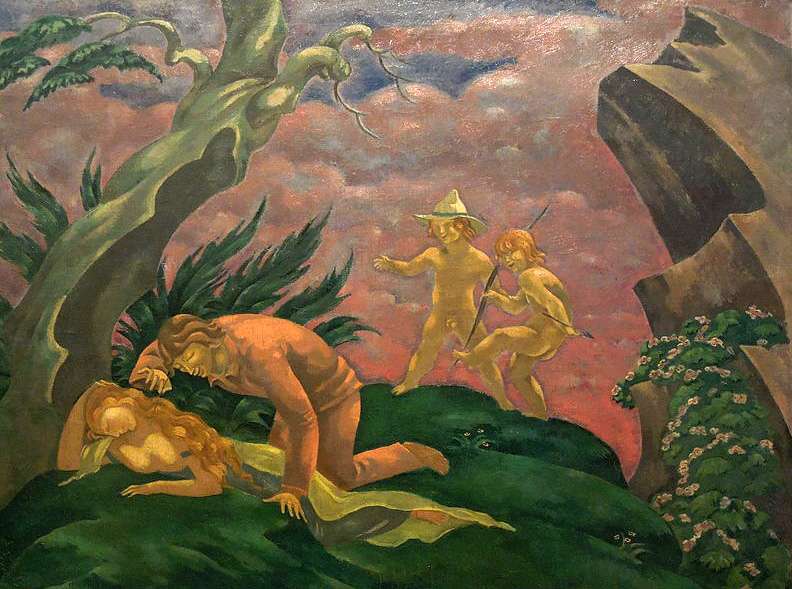
Idylla(牧歌) (1920/1922)